# Laura Gonzenbach
Laura Gonzenbach (Messina, 26 december 1842 – aldaar, 16 juli 1878) was een Duitstalige Zwitserse schrijfster die leefde in Messina, Sicilië. Tot 1860 behoorde Sicilië tot het koninkrijk der Beide Siciliën, nadien tot het koninkrijk Italië.

## Levensloop
Gonzenbach groeide op in een gezin en een gemeenschap van Zwitserse handelaars in de havenstad Messina. Haar vader was Peter Viktor Gonzenbach (1808-1885) die oorspronkelijk een handelaar was in Sankt Gallen, Zwitserland. Haar vader was, naast handelaar, gedurende tientallen jaren consul van Zwitserland in Messina. Haar moeder was Julie Aders, afkomstig uit Duitsland, en deze stierf toen ze zeven jaar was (1849). Gonzenbach werd opgevoed door haar oudere zus Magdalena.
Gonzenbach legde zich toe op talen, zowel door zelfstudie als door private leraars die haar vader betaalde. Naast Duits beheerste zij Frans, Italiaans en Siciliaans. Zij bestudeerde volksverhalen op Sicilië. Hiervoor luisterde en noteerde ze wat boerinnen uit oostelijk Sicilië haar vertelden. Op vraag van Otto Hartwig (1830-1903) stuurde zij hem enkele volksverhalen op. Hartwig verbleef in de jaren 1860 als predikant in de evangelische gemeente van Zwitsers en Duitsers in Messina. Nadien keerde Hartwig naar Pruisen terug waar hij bibliothecaris werd. 
Intussen werkte Gonzenbach aan haar enig werk en het werk dat haar bekendheid gaf: Sicilianische Märchen aus dem Volksmund gesammelt, in twee volumina. Hartwig gaf het boek voor haar uit bij Wilhelm Engelmann in Leipzig (1870). Het bevat tweeënnegentig verhalen in het Duits en twee verhalen in het Siciliaans. De volksverhalen hadden diverse onderwerpen: De twaalf rovers; Fata Morgana; De moedige meid; De leraar die zijn leerling afranselt; De gangster die een naakte vrouw aan een boom bindt; De Maagd Maria die een herberg openhoudt; De slang die voor een meisje getuigde …
Zij was gehuwd met François-Laurent La Racine (1818-1906) afkomstig uit Piëmont. Aan de leeftijd van 35 jaar overleed zij (1878). 
De originele geschriften van haar gingen verloren tijdens de aardbeving in 1908. Er was toen al geen interesse meer in haar boek. Eind 20e eeuw veranderde dat; er kwamen vertalingen naar het Italiaans, het Engels en het Frans. 